# ГЕС Xiāngqí
ГЕС Xiāngqí (湘祁水电站) — гідроелектростанція у центральній частині Китаю в провінції Хунань. Знаходячись між ГЕС Wúxī (вище по течії) та ГЕС Jìnwěizhōu, входить до складу каскаду на річці Сянцзян, яка впадає до розташованого на правобережжі Янцзи великого озера Дунтін.
В межах проекту річку перекрили бетонною греблею, яка утримує водосховище з об'ємом 389 млн м3 та нормальним рівнем поверхні на позначці 77,5 метра НРМ.
Інтегрований у греблю машинний зал станції обладнали чотирма бульбовими турбінами потужністю по 20 МВт, котрі використовують напір від 2,5 до 8,9 метра (номінальний напір 7,2 метра) та забезпечують виробництво 330 млн кВт-год електроенергії на рік.
Видача продукції відбувається по ЛЕП, розрахованій на роботу під напругою 110 кВ.